# Et
Et (ang. ampersand, niem. Kaufmanns-Und), & – znak pisarski będący daleko przetworzonym symbolem łacińskiego spójnika „et”, polskiego „i” – stąd potoczna polska nazwa tego znaku – „etka”. Norma PN-I-06000 określa ten znak jako „handlowe i” (dosł. z niem.). „Et” jest popularnym znakiem samodzielnym, choć można potraktować go jako nietypową ligaturę.
Znak jest stosowany w językach, w których spójnik przedstawiający ten znak jest wieloliterowy, jak np. w jęz. angielskim „and” czy też niemieckim „und”. W tekstach ciągłych nie ma potrzeby jego stosowania, natomiast został rozpowszechniony tam, gdzie istotne jest zaoszczędzenie miejsca. Z czasem zaczął być stosowany jako typograficzny element zdobiący w napisach i w tym użyciu występuje czasami także w Polsce. W starszych tekstach, zwłaszcza łacińskich, lecz również angielskich czy francuskich występuje w abrewiaturze „&c.” oznaczającej et cetera.
W niektórych językach programowania komputerów jest operatorem konkatenacji, w innych np. koniunkcji. Kod ASCII tego znaku to 38.
W Unikodzie znak Et występuje w wersji:
| Znak | Unikod | Kod HTML                   | Nazwa unikodowa | Nazwa polska |
| ---- | ------ | -------------------------- | --------------- | ------------ |
| &    | U+0026 | &amp; lub &#x26; lub &#38; | AMPERSAND       | handlowe „i” |
Różne postacie znaku typograficznego Et:

Łacińska ligatura &
& ze swoim pierwowzorem Et
Proces przekształcenia pisowni Et w & w ujęciu historycznym